# Töyrysaari (ö i Mellersta Finland)
Töyrysaari är en ö i Finland. Den ligger i sjön Tervajärvi och i kommunen Jämsä i landskapet Mellersta Finland, i den södra delen av landet, 200 km norr om huvudstaden Helsingfors. Öns area är 0,1 hektar och dess största längd är 70 meter i öst-västlig riktning.